# Farine de riz
Pour les articles homonymes, voir Poudre de riz.

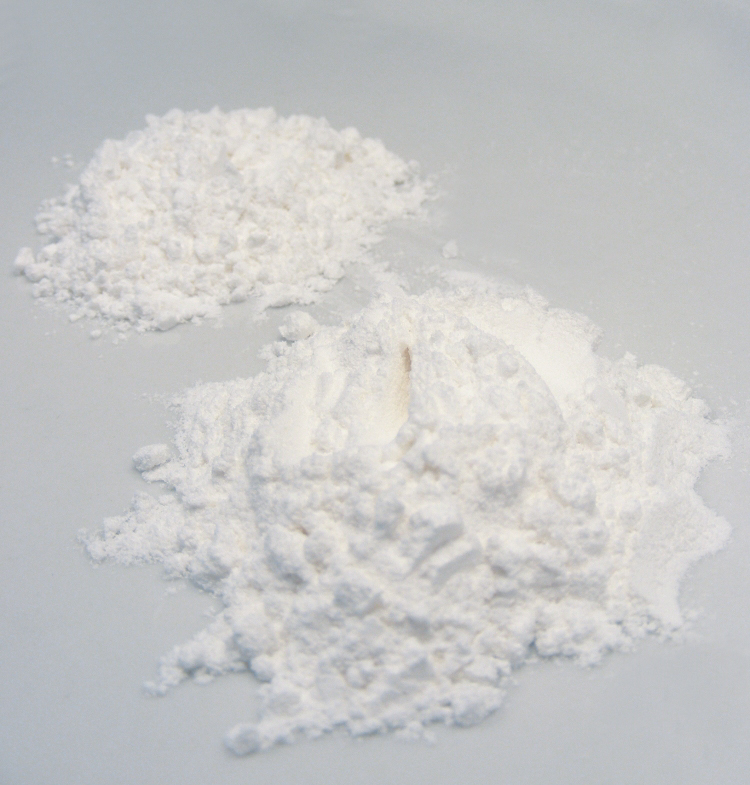
Deux types de farine de riz.

La farine de riz ou poudre de riz est une forme de farine de riz finement broyée. Elle est distincte de l'amidon de riz, qui est généralement produit par trempage du riz dans un bain alcalin (potasse ou soude). La farine de riz est un bon substitut pour la farine de blé, qui provoque une irritation de l'appareil digestif des personnes intolérantes au gluten. La farine de riz est également utilisée comme agent épaississant dans des aliments réfrigérés ou congelés, car il inhibe la séparation liquide.
Elle est également utilisée dans la confection de colle à papier, en particulier celle de riz gluant.
En Chine, il est utilisé pour le mortier, notamment de la Grande muraille de Chine, composé d'un mélange de farine de riz gluant et de chaux,. Il y est également utilisé plus généralement dans les murs d’enceintes, des tombes ou des réservoirs d’eau,.